# Ministero della difesa nazionale (Lituania)
Il Ministero della difesa nazionale (in lituano Krašto apsaugos ministerija, in acronimo KAM) è un dicastero del governo lituano responsabile della politica di difesa nazionale della Lituania nonché della gestione delle Forze armate lituane.
Il ministro in carica nel governo Paluckas è Dovilė Šakalienė dal 12 dicembre 2024.

## Storia
Un primo dicastero della difesa nacque nel 1918 nel governo di Augustinas Voldemaras, che fu contemporaneamente primo Ministro presidente e primo Ministro della difesa della Repubblica di Lituania; contestualmente furono istituite le Forze armate lituane.
Dopo la Restaurazione dello Stato lituano nel 1990, il governo propose come Ministro della difesa Vidmantas Povilionis ma la sua nomina fu particolarmente osteggiata da diverse fazioni; per questa ragione il governo optò per la creazione di un Dipartimento della difesa nazionale, che fu sostituito nel 1991 dal Ministero della difesa nazionale.

## Elenco dei ministri
| Ministro     | Ministro                              | Partito                                                 | Governo                                    | Mandato          | Mandato          |
| Ministro     | Ministro                              | Partito                                                 | Governo                                    | Inizio           | Fine             |
| ------------ | ------------------------------------- | ------------------------------------------------------- | ------------------------------------------ | ---------------- | ---------------- |
|              | Audrius Butkevičius (1960)            | Indipendente                                            | Vagnorius I                                | 10 ottobre 1991  | 21 luglio 1992   |
| Abišala      | Audrius Butkevičius (1960)            | Indipendente                                            | 21 luglio 1992                             | 17 dicembre 1992 |                  |
| Lubys        | Audrius Butkevičius (1960)            | Indipendente                                            | 17 dicembre 1992                           | 31 marzo 1993    |                  |
| Šleževičius  | Audrius Butkevičius (1960)            | Indipendente                                            | 31 marzo 1993                              | 28 ottobre 1993  |                  |
| Šleževičius  |                                       | Linas Linkevičius (1961)                                | Partito Democratico del Lavoro di Lituania | 28 ottobre 1993  | 19 marzo 1996    |
| Stankevičius | 19 marzo 1996                         | Linas Linkevičius (1961)                                | Partito Democratico del Lavoro di Lituania | 10 dicembre 1996 |                  |
|              | Česlovas Vytautas Stankevičius (1937) | Unione della Patria - Conservatori di Lituania          | Vagnorius II                               | 10 dicembre 1996 | 10 giugno 1999   |
| Paksas I     | Česlovas Vytautas Stankevičius (1937) | Unione della Patria - Conservatori di Lituania          | 10 giugno 1999                             | 11 novembre 1999 |                  |
| Kubilius I   | Česlovas Vytautas Stankevičius (1937) | Unione della Patria - Conservatori di Lituania          | 11 novembre 1999                           | 9 novembre 2000  |                  |
|              | Linas Linkevičius (1961)              | Partito Socialdemocratico di Lituania                   | Paksas II                                  | 9 novembre 2000  | 12 luglio 2001   |
|              | Linas Linkevičius (1961)              | Partito Socialdemocratico di Lituania                   | Brazauskas I                               | 12 luglio 2001   | 14 dicembre 2004 |
|              | Gediminas Kirkilas (1951-2024)        | Partito Socialdemocratico di Lituania                   | Brazauskas II                              | 14 dicembre 2004 | 18 luglio 2006   |
|              | Juozas Olekas (1955)                  | Partito Socialdemocratico di Lituania                   | Kirkilas                                   | 18 luglio 2006   | 9 dicembre 2008  |
|              | Rasa Juknevičienė (1958)              | Unione della Patria - Conservatori di Lituania          | Kubilius II                                | 9 dicembre 2008  | 13 dicembre 2012 |
|              | Juozas Olekas (1955)                  | Partito Socialdemocratico di Lituania                   | Butkevičius                                | 13 dicembre 2012 | 13 dicembre 2016 |
|              | Raimundas Karoblis (1968)             | Indipendente                                            | Skvernelis                                 | 13 dicembre 2016 | 11 dicembre 2020 |
|              | Arvydas Anušauskas (1963)             | Unione della Patria - Democratici Cristiani di Lituania | Šimonytė                                   | 11 dicembre 2020 | 13 marzo 2024    |
|              | Laurynas Kasčiūnas (1982)             | Unione della Patria - Democratici Cristiani di Lituania | Šimonytė                                   | 13 marzo 2024    | 12 dicembre 2024 |
|              | Dovilė Šakalienė (1978)               | Partito Socialdemocratico di Lituania                   | Paluckas                                   | 12 dicembre 2024 | in carica        |